# 잠망경을 올려라
《잠망경을 올려라》(영어 원제: Down Periscope, 잠망경을 내려라)는 미국에서 제작된 데이빗 S. 워드 감독의 1996년 코미디 영화이다. 20세기 폭스가 배급하였다. 켈시 그래머 등이 주연으로 출연하였고 로버트 로렌스 등이 제작에 참여하였다.
《붉은 10월》을 포함한 많은 잠수함 영화를 패러디했다. ‘잠망경을 내려라(Down Periscope)’라는 제목은 《업 페리스코프》(영어 원제: Up Periscope, 잠망경을 올려라, 1959)를 패러디한 것이다.

## 출연

### 주연
- 켈시 그래머

### 조연
- 로렌 홀리
- 롭 슈나이더
- 해리 딘 스탠튼
- 브루스 던
- 윌리암 H. 머시

## 기타
- 공동제작: 스탠리 윌슨
- 미술: 마이클 코렌블리스
- 의상: 루크 라이클
- 배역: 펀 카셀

## 한국어 더빙 성우진(KBS)
- 차명화 - 에밀리 (로렌 홀리)
- 유해무 - 다지 (켈시 그래머)
- 김익태 - 마티 (롭 슈나이더)
- 김태연 - 그래험 (브루스 던)
- 이근욱
- 노민
- 이재명
- 유동현
- 서문석
- 홍승섭
- 전인배
- 성수경
- 김승태
- 이원준